# Grebaštica
Grebaštica (olaszul: Sebenico Vecchio, Greboschia, Grebastizza) falu Horvátországban Šibenik-Knin megyében. Közigazgatásilag Šibenikhez tartozik.

## Fekvése
Šibeniktől légvonalban12, közúton 15 km-re délkeletre, Dalmácia középső részén a tengerparton, az azonos nevű öbölben fekszik. A Grebaštica-öböl a megye egyik legmélyebb tengeröble. A településen halad át a 8-as számú, Adria-parti főút. Településrészei: Gornja és Donja Grebaštica.

## Története
Grebaštica területe már a rómaiak idejében is lakott volt. Ezt bizonyítja az itt talált számos római épületmaradvány és a templom közelében látható római út maradványa. A templom melletti temetőben több római sírkő és szarkofág fedőlap került elő. Valószínűleg a temető nyugati oldalán található erős falak is egy római középülethez tartoztak. A feltárások szerint az egykori Szent Lúcia kolostor helyén és Konjušina területén további római épületek álltak. Első írásos említése a šibeniki püspökség alapítása idején 1298-ban történt "Grebac" alakban. 1298-tól működött a település plébániája is, melyhez több környékbeli falu tartozott. Grebašticán glagolita papok szolgáltak, akik a latin nyelvű szertartásrend ellenére horvátul miséztek és fontos szerepet töltöttek be a horvát írásbeliség fenntartásában. Az egyházi birtokokon kívül több nemesnek is volt itt birtoka, melyek közül a Čudimirović család építtette a plébániatemplom mellett álló kisebb templomot, a Szent Péter templomot. A Čudimirovićok egyike voltak annak a tizenkét horvát nemesi családnak, akik 1102-ben a „pacta conventa”, a Kálmán király és a horvát nemesség közötti megállapodás aláírói voltak, ezzel lehetővé téve Kálmán horvát királlyá koronázását és a két királyság egyesítését. A Szent Péter templom lunettájában található Szent Péter szobor a šibeniki katedrális építőjének, a velencei Antonio Busatonak a munkája. A bevésett 1434-es évszám a šibeniki katedrális építésének ideje, mely munkát Busato Velencéből, a Dózse-palota építéséről való visszatérése után végezte. A plébániatemplom körüli temetőben a templomtól délnyugatra sok középkori sír található. A hagyomány szerint itt állt egykor a Szent Lúcia kolostor is, melyről a nép e helyet ma is Sveta Lucijának nevezi. Ezt régészeti feltárások eddig ugyan nem igazolták, de a nép ajkán tartja magát a legenda, hogy a föld alatt kolostorromok vannak. A 15. században a török elleni védelem céljából az Oštrica-félszigeten védőfalat építettek, melyet ma "Bedem" néven ismernek és a település egyik szimbólumává vált. Később mellette egy Szentlélek tiszteletére szentelt templom is felépült, mely valószínűleg fogadalmi templom volt és a településnek a török uralomtól való megmenekülése miatt érzett hálából építették. A 15. század végén és a 16. század elején is támadás érte a települést, mely során a középkori Szűz Mária templomot is lerombolták. Ennek helyén építették fel 1668-ban a mai Szűz Mária templomot. A török támadások hatására a lakosság legnagyobb része a közeli szigetekre, illetve a falakkal jobban védett városokba menekült. A plébánia működése is megszűnt, a megmaradt hívek ezután a krapanji plébániához tartoztak és ez az állapot egészen a 19. század végéig fennmaradt. A 17. század végére a török veszély megszűnt és a település kedvező fekvése, a karsztvidék tiszta, bővízű forrásokkal való ellátottsága hamar visszavonzotta a lakosságot. 1797-ben a Velencei Köztársaság megszűnésével a Habsburg Birodalom része lett. 1806-ban Napóleon csapatai foglalták el és 1813-ig francia uralom alatt állt. Napóleon bukása után ismét Habsburg uralom következett, mely az első világháború végéig tartott. A falunak 1857-ben 317, 1910-ben 396 lakosa volt. Az első világháború után rövid ideig az Olasz Királyság, ezután a Szerb-Horvát-Szlovén Királyság, majd Jugoszlávia része lett. Lakossága mezőgazdaságból (szőlő, füge, olajbogyó termesztés), halászatból, állattartásból és a turizmusból élt. A délszláv háború során a település mindvégig horvát kézen volt. 2011-ben 937 lakosa volt.

## Lakosság
| Lakosság változása | Lakosság változása | Lakosság változása | Lakosság változása | Lakosság változása | Lakosság változása | Lakosság változása | Lakosság változása | Lakosság változása | Lakosság változása | Lakosság változása | Lakosság változása | Lakosság változása | Lakosság változása | Lakosság változása | Lakosság változása |
| ------------------ | ------------------ | ------------------ | ------------------ | ------------------ | ------------------ | ------------------ | ------------------ | ------------------ | ------------------ | ------------------ | ------------------ | ------------------ | ------------------ | ------------------ | ------------------ |
| 1857               | 1869               | 1880               | 1890               | 1900               | 1910               | 1921               | 1931               | 1948               | 1953               | 1961               | 1971               | 1981               | 1991               | 2001               | 2011               |
| 317                | 0                  | 310                | 319                | 367                | 396                | 425                | 538                | 714                | 830                | 907                | 788                | 774                | 837                | 893                | 937                |

## Nevezetességei
- Közvetlenül egymás mellett áll, de különböző időben épült a Szűz Mária (vagy Nagyboldogasszony) és a Szent Péter templom.[5] Az északabbra álló Szűz Mária templomot egy a török által a 16. században lerombolt azonos titulusú templom helyén építették 1668-ban. Ekkor szentelte fel Božo Caridei šibeniki püspök, melyről a Krapanj szigetén álló kolostor egyik felirata tanúskodik.[6] Tőle délre áll a Szent Péter templom, melyet a šibeniki katedrális építőmestere Antonio Busato épített a 15. században. A templom lunettájában található Szent Péter szobor is az ő munkája.[2] Építése 1434-ben fejeződött be, melyről egy bevésett évszám tanúskodik. Építtetői a Čudimirović nemzetséghez tartozó Matej Hvalisavić és felesége voltak. Felszentelése 1444. szeptember 26-án történt.[6]
- A település egyik szimbóluma a nép által Bedemnek, Niringradnak, vagy Stari Šibeniknek nevezett erődfal,[7] melyet a 15. században építettek a sorozatos török támadások ellen. Az Oštrica-félszigetet teljes szélességében lezáró fal építését Marco Barbarigo dózse idejében kezdték és Agostino Barbarigo dózse idejében, 1497-ben fejezték be, aki kétszáz dukátot adományozott a fal megerősítésére. A fal további megerősítését tette szükségessé 1499-ben a török-velencei háború kitörése, amikor II. Bajazid szultán serege megtámadta Dalmáciát és egészen Záráig hatolt.[6] A pártázattal és lőrésekkel ellátott fal egy méter vastag és tíz méter magas. A fal mellett találhatók az 1669 előtt épített Szentlélek templom maradványai, melyet a helyiek a töröktől való megmenekülésük iránti hálából építettek.
- A települést vízzel ellátó Kanela-forrás környékét 1930-ban rendezték, melyet követően emléktáblát helyeztek el rajta.[2]

## Kultúra
A település kulturális és művészeti egyesülete a "Bedem", melyet 1998 februárjában alapítottak. A mintegy negyven tagot számláló egyesület őrzi a település népi és kulturális hagyományait, népviseletét, táncait, dalait. Felléptek már számos helyi és megyei rendezvényen, de több nemzetközi folklór fesztiválon is. A település folklór estjét a Grebašticót minden év második augusztusi hétvégéjén rendezik meg.